# Giovan Battista Martinetti

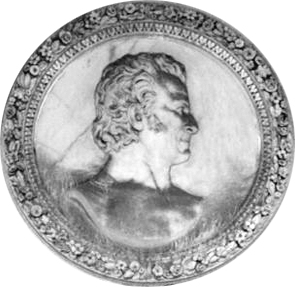
Giovan Battista Martinetti

Giovan Battista Martinetti (geb. 24. Dezember 1764 in Bironico; gest. 10. Oktober 1830 in Bologna) war ein schweizerisch-italienischer Architekt des Klassizismus.

## Ausbildung und Karriere
Martinetti kam 1775 auf Betreiben seines Vaters, eines Maurermeisters, aus dem Tessin zum Studium nach Bologna. Dort studierte er später Architektur und Ingenieurwesen. Im Amt des Zivilingenieurs plante er zahlreiche Wildbachverbauungen sowie Strassen- und Brückenbauten, darunter die Porrettana, die wichtige Appennin-Verbindung von Bologna nach Florenz. Als Gestalter öffentlicher Plätze, Parkanlagen und früher Stadtplaner schuf er unter anderem die heutige kreisförmige Gestaltung des Giardino della Montagnola in Bologna. Neben – unausgeführten – Projekten für ein Theater und ein Anatomielabor der Universität Bologna baute er mehrere Gebäude in Rom, darunter das Schlachthaus am Foro Flaminio.
Als eigenen Wohnsitz baute er in napoleonischer Zeit ein altes Kloster aus. Er war verheiratet mit Cornelia Rossi di Lugo, einer Gräfin, die in Bologna einen literarischen Salon führte, den Foscolo, Canova, Leopardi und andere Künstler besuchten, auch Byron, Shelley, Stendhal, Monti, Beauharnais, Chateaubriand und Ludwig werden als Besucher genannt.

## Belege
1. ↑  Biografie der Contessa Cornelia Rossi Martinetti auf romagnadeste.it

| Personendaten    | Personendaten                                          |
| ---------------- | ------------------------------------------------------ |
| NAME             | Martinetti, Giovan Battista                            |
| KURZBESCHREIBUNG | schweizerisch-italienischer Architekt des Klassizismus |
| GEBURTSDATUM     | 24. Dezember 1764                                      |
| GEBURTSORT       | Bironico                                               |
| STERBEDATUM      | 10. Oktober 1830                                       |
| STERBEORT        | Bologna                                                |